# Dorte Jensen
Dorte Oppelstrup Jensen (20 de outubro de 1972) é uma velejadora dinamarquesa, medalhista olímpica. Ela competiu nos Jogos Olímpicos de Verão de 2004 na classe Yngling e conquistou a medalha de bronze, tendo totalizado 54 pontos nas onze regatas disputadas, ao lado de Helle Jespersen e Christina Otzen.
Ela ganhou o bronze pela primeira vez na classe Europe em 1991, antes de conquistar o título em Kalø Vig em 1993. De 1999 a 2001, ela se tornou campeã mundial no Elliott 6m três vezes consecutivas e novamente em 2006 em Copenhague. Nesse meio tempo, ela ficou em terceiro lugar em Yngling em 2003 em Cádiz e em segundo lugar em 2004 em Santander.